# Nikolaus Wagner
Nikolaus Wagner OSB (* 19. August 1936 in Dorfbeuern; † 2. Dezember 2024 in Michaelbeuern) war Abt der Benediktinerabtei Michaelbeuern bei Salzburg.

## Leben
Er trat 1956 in die Benediktinerabtei Michaelbeuern ein und wurde später zum Priester geweiht. Es folgten Tätigkeiten als Kooperator in der Pfarre Salzburg Mülln und als Pfarrer in Salzburg Maxglan.
Am 8. November 1982 wurde er als Nachfolger von Roman Hinterhöller zum 55. Abt von Michaelbeuern gewählt. Am 30. Januar 1983 empfing er die Benediktion. Sein Wahlspruch lautete: Veritas in caritate – Wahrheit in Liebe. 2006 legte er sein Amt nieder.
Wagner war u. a. auch Geschäftsführer der Augustiner Brauerei Kloster Mülln OG. Das Unternehmen ist zu 50 % im Eigentum der Michaelbeurer Abtei und betreibt das in der Stadt Salzburg befindliche Müllner Bräustübl.
Nikolaus Wagner starb nach längerem Leiden am 2. Dezember 2024 in der Abtei Michaelbeuern und wurde am 7. Dezember 2024 am Klosterfriedhof begraben.

## Auszeichnungen
- Ehrenring der Gemeinden Dorfbeuern und Perwang
- Goldenes Ehrenzeichen des Landes Salzburg
- Ehrenbürgerschaft seiner Heimatgemeinde Dorfbeuern
- 2008: Großes Silbernes Ehrenzeichen für Verdienste um die Republik Österreich